# Acrostatheusis
Acrostatheusis is een geslacht van vlinders van de familie spanners (Geometridae), uit de onderfamilie Ennominae.

## Soorten
- A. apicitincta Prout, 1915
- A. atomaria (Warren, 1901)
- A. reducta Herbulot, 1967
- A. ruandana Herbulot, 1991
- A. sanaga Herbulot, 1991